# Cung điện Shaki Khans

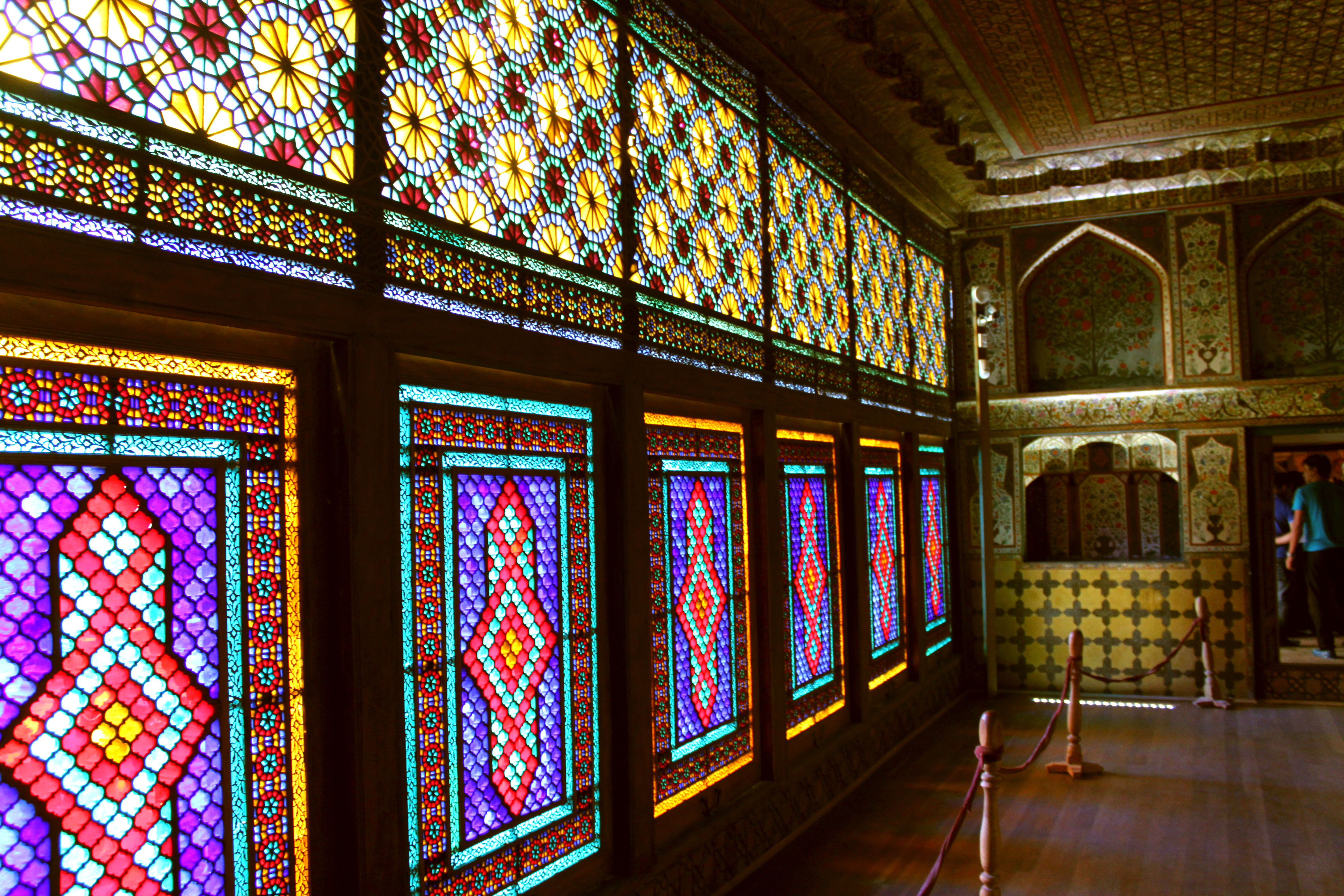
Bên trong ngôi nhà mùa hè.

Cung điện Shaki Khans (tiếng Azerbaijani: Şəki xanlarının sarayı) nằm tại Şəki, Azerbaijan là cung điện nghỉ hè của các Hãn Shaki. Công trình được xây dựng vào năm 1797 bởi Muhammed Hasan Khan.
Cung điện được Gulnara Mehmandarova, chủ tịch của Ủy ban ICOMOS Azerbaijan đề cử cho Danh sách Di sản thế giới vào năm 1998.

## Bảo quản và phục hồi
Từ năm 1955 đến năm 1965, việc trùng tu được thực hiện dưới sự giám sát của Niyazi Rzaev. Hai kiến trúc sư tài năng là Kamal Mamedbekov và Nikolai Utsyn đã tham gia vào công việc này với việc tạo ra các bản vẽ, thực hiện đo lường và phục hồi. Hội thảo về phục hồi được tiến hành trong phòng nghi lễ ở tầng hai của cung điện, và các phòng bên cạnh hội trường được sử dụng là nơi làm việc của hai kiến trúc sư. Các bản vẽ được phát triển bởi Mamedbekov và Utsyn hình thành nên cơ sở của dự án phục hồi toàn bộ khu phức hợp của cung điện. Việc thực hiện công việc khôi phục dựa trên các bức vẽ đã được giao phó cho nghệ sĩ F. Hajiyev và chủ tịch Shabaka A. Rasulov.
Lần hoàn thiện cuối cùng được thực hiện từ năm 2002 đến 2004 do Ngân hàng Thế giới hỗ trợ và được thực hiện dưới sự lãnh đạo của một đội phục hồi người Đức (Uwe Henschel, Dietrich Wellmer, Elisabeth Wellmer, Andreas Lessmeister) từ công ty "Denkmalpflege Mecklenburg GmbH" (nay là "Neumühler Bauhütte GmbH").

## Lịch sử
Cùng với hồ bơi và những cây Tiêu huyền, ngôi nhà mùa hè là cấu trúc duy nhất của khu phức hợp bên trong Pháo đài Shaki Khans. Tại đây có gạch trang trí, đài phun nước và các tấm cửa sổ kính màu. Ngoại thất được trang trí với những gam màu xanh đậm, ngọc lam và ốp lát bằng các mẫu hình học, các bức tranh tường được sơn màu và được lấy cảm hứng từ các tác phẩm của Nizami Ganjavi.
Chiều dài 30 mét và rộng 8,5 mét, nhà mùa hè là cấu trúc xây dựng có hai tầng nằm dài trên trục bắc-nam và được phủ một mái vòm bằng gỗ với những mái hiên dài. Bố trí của cả hai tầng là giống nhau; Ba phòng hình chữ nhật được đặt liên tiếp, cách nhau bởi các lối đi hẹp hướng về phía nam dẫn tới các phòng. Các tầng được thiết kế lối đi riêng biệt để tạo không gian riêng. Đi từ phía nam là tầng trệt, được sử dụng chủ yếu bởi cho những người phục vụ. Hai cầu thang gắn với mặt tiền phía bắc cho phép vào tầng đầu tiên được dành cho gia đình và những vị khách của họ.
Khu nghỉ hè này nổi tiếng vì ngoại thất và nội thất được trang trí vô cùng xa hoa. Phần lớn các bức tường khu nhà ở, bao gồm toàn bộ các tòa nhà ở trung tâm của cả hai tầng được che phủ bởi một bức tranh khảm màu được đặt trong một khung gỗ lắp ráp mà không có bất cứ chiếc đinh hoặc keo nào. Các bề mặt còn lại trên tất cả các mặt tiền được trang trí bằng các tấm lát hoa và ngói tranh khảm.
Các bức tường bên trong của ngôi nhà được bao phủ hoàn toàn bằng những bức tranh sơn dầu được sơn vào các thời điểm khác nhau trong thế kỷ 18. Nhiều bức tranh tường là những lọ hoa, trong khi một loạt các bức tranh ở tầng dưới mô tả cảnh săn bắn và chiến đấu. Những chữ ký trên bức tranh tường cho thấy tên của các nghệ sĩ Ali Kuli, Kurban Kuli và Mirza Jafar từ Shemaha, Usta Gambar từ Shusha, và Abbas Kuli, người cũng có thể là kiến trúc sư của ngôi nhà mùa hè.